# Hotel Gondolín (película)
Hotel Gondolín es un documental argentino de 2005 de temática LGBT. Fue estrenada en su país de origen el 11 de noviembre de 2005 y es la primera obra de Fernando López Escrivá, siendo considerada a la vez la primera película documental argentino que aborda el tema del travestismo.

## Sinopsis

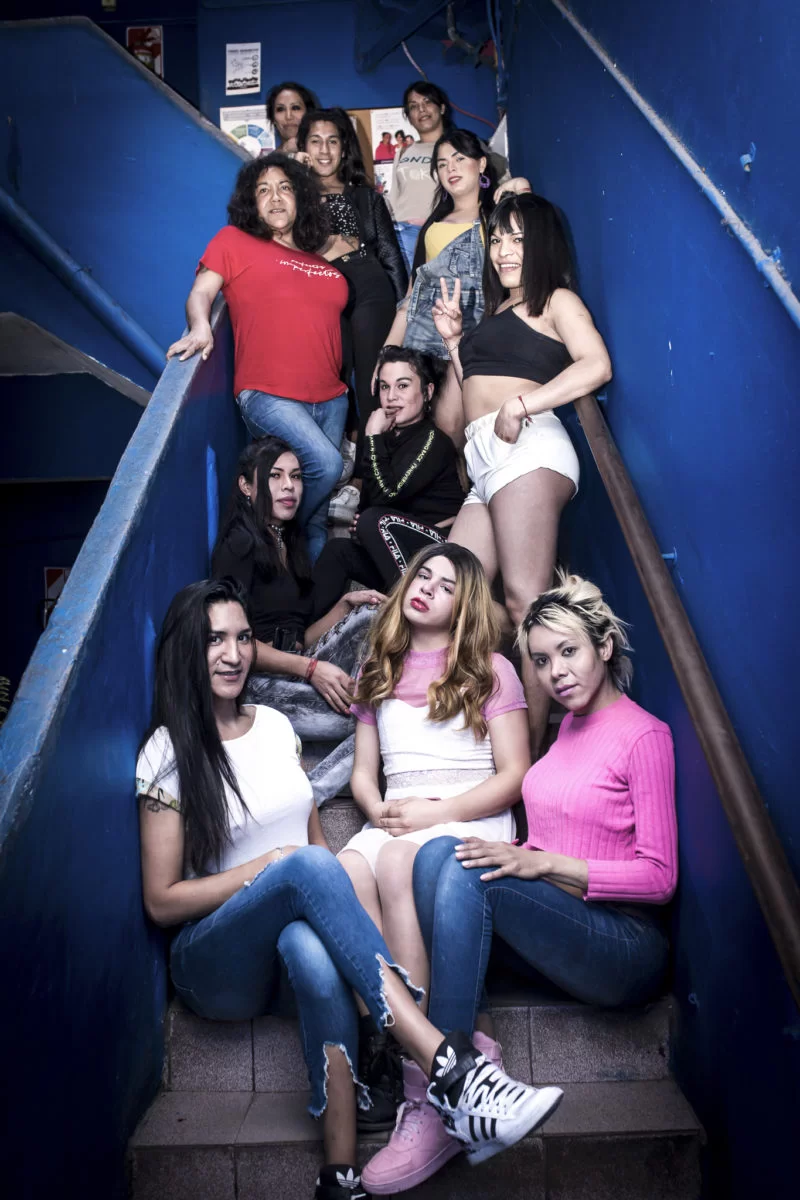
Personas en una escalera interna del Hotel Gondolín en 2019

El documental se centra en la actividad que realiza el Hotel Gondolín, espacio que sirve de punto de encuentro y albergue de aproximadamente 30 travestis, quienes van narrando sus historias personales y sus reflexiones sobre la identidad de género, la prostitución y los conflictos con los vecinos de Buenos Aires, a la vez que abogan por la socialización y sus derechos como ciudadanas. Algunas de las travestis que entregan su testimonio en el documental son Mónica, Wanda, Estefanía, Marcia, Mirna y Zoe, entre otras.

## Producción
López Escrivá señala que la idea de rodar el documental surgió durante la Marcha del Orgullo LGBT de Buenos Aires de 2003, luego de que Mónica León —dirigenta travesti y una de las fundadoras de la Asociación Civil Hotel Gondolín— diera un discurso sobre los derechos de las travestis y lo invitara al Hotel Gondolín para conversar con las habitantes del recinto.
El documental fue rodado en formato Beta SP.

## Reconocimientos
El filme fue elegido como Mejor Documental en el Festival Internacional de Cine Gay/Lésbico/Trans de Argentina de 2005. Obtuvo también el galardón "Red de Cine de Derechos Humanos" en el Festival Internacional de Cine de Mar del Plata de 2006, y en el mismo certamen el director Fernando López Escrivá recibió el premio al Mejor Director Latinoamericano Joven (hasta 35 años) que entrega la Federación de Escuelas de Imagen y Sonido de Iberoamérica (Feisal). La película también formó parte del programa del Festival de Cine y Derechos Humanos de San Sebastián de 2007.